# Volta a Luxemburg 2019
La Volta a Luxemburg 2019, 79a edició de la Volta a Luxemburg, es disputà entre el 5 i el 9 de juny de 2019 sobre un recorregut de 716,7 km repartits entre quatre etapes i un pròleg inicial. La cursa formava part del calendari de l'UCI Europa Tour 2019, amb una categoria 2.HC.
El vencedor final fou l'espanyol Jesús Herrada (Cofidis), que també guanyà dues etapes i la classificació per punts. L'acompanyaren al podi el neerlandès Maurits Lammertink (Roompot-Charles) i l'italià Andrea Pasqualon (Wanty-Groupe Gobert). Robin Carpenter (Rally UHC Cycling) guanyà la classificació de la muntanya, Anthony Turgis (Total Direct Énergie) la dels joves i el Roompot-Charles fou el millor equip.

## Equips
En aquesta edició hi prenen part 17 equips, 13 equips continentals professionals, 3 equips continentals i una selecció nacional
| Equips continentals professionals (13)- Cofidis, Solutions Crédits - Wanty-Groupe Gobert - Euskadi Basque Country-Murias - Total Direct Énergie - Sport Vlaanderen-Baloise - Delko-Marseille Provence - Wallonie Bruxelles - Roompot-Charles - Bardiani CSF - Corendon-Circus - Rally UHC Cycling - Riwal Readynez - W52-FC Porto Equips continentals (3)- Leopard - Differdange-GeBa - Lotto-Kern-Haus Equip nacional- Luxemburg |
| |

## Etapes
| Etapa    | Data      | Ciutats d'etapa                           | type                    | Distància (km) | Vencedor de l'etapa | Líder de la general |
| -------- | --------- | ----------------------------------------- | ----------------------- | -------------- | ------------------- | ------------------- |
| Pròleg   | 5 de juny | Ciutat de Luxemburg – Ciutat de Luxemburg | pròleg                  | 2,1            | Christophe Laporte  | Christophe Laporte  |
| 1a etapa | 6 de juny | Ciutat de Luxemburg – Bascharage          | etapa accidentada       | 191,3          | Christophe Laporte  | Christophe Laporte  |
| 2a etapa | 7 de juny | Steinfort – Rouspert                      | etapa accidentada       | 168,6          | Pieter Weening      | Christophe Laporte  |
| 3a etapa | 8 de juny | Mondorf-les-Bains – Diekirch              | etapa de mitja muntanya | 178,7          | Jesús Herrada López | Jesús Herrada López |
| 4a etapa | 9 de juny | Mersch – Ciutat de Luxemburg              | etapa accidentada       | 176            | Jesús Herrada López | Jesús Herrada López |

### Pròleg
| \| Classificació de l'etapa \| Classificació de l'etapa \| Classificació de l'etapa \| Classificació de l'etapa \| Classificació de l'etapa \| \| Corredor \| Corredor \| Equip \| Temps \| \| \| ------------------------ \| ------------------------ \| -------------------------- \| ------------------------ \| ------------------------ \| \| 1r \| Christophe Laporte \| Cofidis, Solutions Crédits \| 3' 13" \| \| \| 2n \| Marcel Meisen \| Corendon-Circus \| + 1" \| \| \| 3r \| Piet Allegaert \| Sport Vlaanderen-Baloise \| + 1" \| \| \| 4t \| Damien Gaudin \| Total Direct Énergie \| + 3" \| \| \| 5è \| Aimé De Gendt \| Wanty-Gobert \| + 3" \| \| \| 6è \| Alexander Krieger \| Leopard Pro Cycling \| + 3" \| \| \| 7è \| Jonathan Hivert \| Total Direct Énergie \| + 5" \| \| \| 8è \| Kevin Geniets \| Luxemburg \| + 6" \| \| \| 9è \| Anthony Perez \| Cofidis, Solutions Crédits \| + 6" \| \| \| 10è \| Benjamin Declercq \| Sport Vlaanderen-Baloise \| + 6" \| \| |                    |                            |        |
| |                    |                            |        |
| Font: ProCyclingStats |                    |                            |        |
| Classificació de l'etapa |                    |                            |        |
| Corredor | Corredor           | Equip                      | Temps  |
| 1r | Christophe Laporte | Cofidis, Solutions Crédits | 3' 13" |
| 2n | Marcel Meisen      | Corendon-Circus            | + 1"   |
| 3r | Piet Allegaert     | Sport Vlaanderen-Baloise   | + 1"   |
| 4t | Damien Gaudin      | Total Direct Énergie       | + 3"   |
| 5è | Aimé De Gendt      | Wanty-Gobert               | + 3"   |
| 6è | Alexander Krieger  | Leopard Pro Cycling        | + 3"   |
| 7è | Jonathan Hivert    | Total Direct Énergie       | + 5"   |
| 8è | Kevin Geniets      | Luxemburg                  | + 6"   |
| 9è | Anthony Perez      | Cofidis, Solutions Crédits | + 6"   |
| 10è | Benjamin Declercq  | Sport Vlaanderen-Baloise   | + 6"   |

| \| Classificació general \| Classificació general \| Classificació general \| Classificació general \| Classificació general \| \| Corredor \| Corredor \| Equip \| Temps \| \| \| --------------------- \| --------------------- \| -------------------------- \| --------------------- \| --------------------- \| \| 1r \| Christophe Laporte \| Cofidis, Solutions Crédits \| 3' 13" \| \| \| 2n \| Marcel Meisen \| Corendon-Circus \| + 1" \| \| \| 3r \| Piet Allegaert \| Sport Vlaanderen-Baloise \| + 1" \| \| \| 4t \| Damien Gaudin \| Total Direct Énergie \| + 3" \| \| \| 5è \| Aimé De Gendt \| Wanty-Gobert \| + 3" \| \| \| 6è \| Alexander Krieger \| Leopard Pro Cycling \| + 3" \| \| \| 7è \| Jonathan Hivert \| Total Direct Énergie \| + 5" \| \| \| 8è \| Kevin Geniets \| Luxemburg \| + 6" \| \| \| 9è \| Anthony Perez \| Cofidis, Solutions Crédits \| + 6" \| \| \| 10è \| Benjamin Declercq \| Sport Vlaanderen-Baloise \| + 6" \| \| |                    |                            |        |
| |                    |                            |        |
| Font: ProCyclingStats |                    |                            |        |
| Classificació general |                    |                            |        |
| Corredor | Corredor           | Equip                      | Temps  |
| 1r | Christophe Laporte | Cofidis, Solutions Crédits | 3' 13" |
| 2n | Marcel Meisen      | Corendon-Circus            | + 1"   |
| 3r | Piet Allegaert     | Sport Vlaanderen-Baloise   | + 1"   |
| 4t | Damien Gaudin      | Total Direct Énergie       | + 3"   |
| 5è | Aimé De Gendt      | Wanty-Gobert               | + 3"   |
| 6è | Alexander Krieger  | Leopard Pro Cycling        | + 3"   |
| 7è | Jonathan Hivert    | Total Direct Énergie       | + 5"   |
| 8è | Kevin Geniets      | Luxemburg                  | + 6"   |
| 9è | Anthony Perez      | Cofidis, Solutions Crédits | + 6"   |
| 10è | Benjamin Declercq  | Sport Vlaanderen-Baloise   | + 6"   |

### Etapa 1
| \| Classificació de l'etapa \| Classificació de l'etapa \| Classificació de l'etapa \| Classificació de l'etapa \| Classificació de l'etapa \| \| Corredor \| Corredor \| Equip \| Temps \| \| \| ------------------------ \| ------------------------ \| -------------------------- \| ------------------------ \| ------------------------ \| \| 1r \| Christophe Laporte \| Cofidis, Solutions Crédits \| 4h 48' 31" \| \| \| 2n \| Justin Jules \| Wallonie Bruxelles \| + 0" \| \| \| 3r \| Eduard-Michael Grosu \| Delko Marseille Provence \| + 0" \| \| \| 4t \| Adrien Petit \| Total Direct Énergie \| + 0" \| \| \| 5è \| Kenneth Van Rooy \| Sport Vlaanderen-Baloise \| + 0" \| \| \| 6è \| Sjoerd van Ginneken \| Roompot-Charles \| + 0" \| \| \| 7è \| Loïc Vliegen \| Wanty-Gobert \| + 0" \| \| \| 8è \| Aksel Nõmmela \| Wallonie Bruxelles \| + 0" \| \| \| 9è \| Andrea Pasqualon \| Wanty-Gobert \| + 0" \| \| \| 10è \| Edward Planckaert \| Sport Vlaanderen-Baloise \| + 0" \| \| |                      |                            |            |
| |                      |                            |            |
| Font: ProCyclingStats |                      |                            |            |
| Classificació de l'etapa |                      |                            |            |
| Corredor | Corredor             | Equip                      | Temps      |
| 1r | Christophe Laporte   | Cofidis, Solutions Crédits | 4h 48' 31" |
| 2n | Justin Jules         | Wallonie Bruxelles         | + 0"       |
| 3r | Eduard-Michael Grosu | Delko Marseille Provence   | + 0"       |
| 4t | Adrien Petit         | Total Direct Énergie       | + 0"       |
| 5è | Kenneth Van Rooy     | Sport Vlaanderen-Baloise   | + 0"       |
| 6è | Sjoerd van Ginneken  | Roompot-Charles            | + 0"       |
| 7è | Loïc Vliegen         | Wanty-Gobert               | + 0"       |
| 8è | Aksel Nõmmela        | Wallonie Bruxelles         | + 0"       |
| 9è | Andrea Pasqualon     | Wanty-Gobert               | + 0"       |
| 10è | Edward Planckaert    | Sport Vlaanderen-Baloise   | + 0"       |

| \| Classificació general \| Classificació general \| Classificació general \| Classificació general \| Classificació general \| \| Corredor \| Corredor \| Equip \| Temps \| \| \| --------------------- \| --------------------- \| -------------------------- \| --------------------- \| --------------------- \| \| 1r \| Christophe Laporte \| Cofidis, Solutions Crédits \| 4h 51' 34" \| \| \| 2n \| Marcel Meisen \| Corendon-Circus \| + 11" \| \| \| 3r \| Piet Allegaert \| Sport Vlaanderen-Baloise \| + 11" \| \| \| 4t \| Aimé De Gendt \| Wanty-Gobert \| + 13" \| \| \| 5è \| Alexander Krieger \| Leopard Pro Cycling \| + 13" \| \| \| 6è \| Anthony Perez \| Cofidis, Solutions Crédits \| + 15" \| \| \| 7è \| Jonathan Hivert \| Total Direct Énergie \| + 15" \| \| \| 8è \| Kevin Geniets \| Luxemburg \| + 16" \| \| \| 9è \| Benjamin Declercq \| Sport Vlaanderen-Baloise \| + 16" \| \| \| 10è \| Jesús Herrada López \| Cofidis, Solutions Crédits \| + 17" \| \| |                     |                            |            |
| |                     |                            |            |
| Font: ProCyclingStats |                     |                            |            |
| Classificació general |                     |                            |            |
| Corredor | Corredor            | Equip                      | Temps      |
| 1r | Christophe Laporte  | Cofidis, Solutions Crédits | 4h 51' 34" |
| 2n | Marcel Meisen       | Corendon-Circus            | + 11"      |
| 3r | Piet Allegaert      | Sport Vlaanderen-Baloise   | + 11"      |
| 4t | Aimé De Gendt       | Wanty-Gobert               | + 13"      |
| 5è | Alexander Krieger   | Leopard Pro Cycling        | + 13"      |
| 6è | Anthony Perez       | Cofidis, Solutions Crédits | + 15"      |
| 7è | Jonathan Hivert     | Total Direct Énergie       | + 15"      |
| 8è | Kevin Geniets       | Luxemburg                  | + 16"      |
| 9è | Benjamin Declercq   | Sport Vlaanderen-Baloise   | + 16"      |
| 10è | Jesús Herrada López | Cofidis, Solutions Crédits | + 17"      |

### Etapa 2
| \| Classificació de l'etapa \| Classificació de l'etapa \| Classificació de l'etapa \| Classificació de l'etapa \| Classificació de l'etapa \| \| Corredor \| Corredor \| Equip \| Temps \| \| \| ------------------------ \| ------------------------ \| -------------------------- \| ------------------------ \| ------------------------ \| \| 1r \| Pieter Weening \| Roompot-Charles \| 4h 00' 23" \| \| \| 2n \| Eduard-Michael Grosu \| Delko Marseille Provence \| + 2" \| \| \| 3r \| Andrea Pasqualon \| Wanty-Gobert \| + 2" \| \| \| 4t \| Baptiste Planckaert \| Wallonie Bruxelles \| + 2" \| \| \| 5è \| Vincenzo Albanese \| Bardiani CSF \| + 2" \| \| \| 6è \| Nicolai Brøchner \| Riwal Readynez \| + 2" \| \| \| 7è \| Alexander Krieger \| Leopard Pro Cycling \| + 2" \| \| \| 8è \| Joaquim Silva \| W52-FC Porto \| + 2" \| \| \| 9è \| Christophe Laporte \| Cofidis, Solutions Crédits \| + 2" \| \| \| 10è \| Pit Leyder \| Leopard Pro Cycling \| + 2" \| \| |                      |                            |            |
| |                      |                            |            |
| Font: ProCyclingStats |                      |                            |            |
| Classificació de l'etapa |                      |                            |            |
| Corredor | Corredor             | Equip                      | Temps      |
| 1r | Pieter Weening       | Roompot-Charles            | 4h 00' 23" |
| 2n | Eduard-Michael Grosu | Delko Marseille Provence   | + 2"       |
| 3r | Andrea Pasqualon     | Wanty-Gobert               | + 2"       |
| 4t | Baptiste Planckaert  | Wallonie Bruxelles         | + 2"       |
| 5è | Vincenzo Albanese    | Bardiani CSF               | + 2"       |
| 6è | Nicolai Brøchner     | Riwal Readynez             | + 2"       |
| 7è | Alexander Krieger    | Leopard Pro Cycling        | + 2"       |
| 8è | Joaquim Silva        | W52-FC Porto               | + 2"       |
| 9è | Christophe Laporte   | Cofidis, Solutions Crédits | + 2"       |
| 10è | Pit Leyder           | Leopard Pro Cycling        | + 2"       |

| \| Classificació general \| Classificació general \| Classificació general \| Classificació general \| Classificació general \| \| Corredor \| Corredor \| Equip \| Temps \| \| \| --------------------- \| --------------------- \| -------------------------- \| --------------------- \| --------------------- \| \| 1r \| Christophe Laporte \| Cofidis, Solutions Crédits \| 8h 51' 59" \| \| \| 2n \| Marcel Meisen \| Corendon-Circus \| + 10" \| \| \| 3r \| Aimé De Gendt \| Wanty-Gobert \| + 10" \| \| \| 4t \| Piet Allegaert \| Sport Vlaanderen-Baloise \| + 11" \| \| \| 5è \| Alexander Krieger \| Leopard Pro Cycling \| + 13" \| \| \| 6è \| Andrea Pasqualon \| Wanty-Gobert \| + 14" \| \| \| 7è \| Anthony Perez \| Cofidis, Solutions Crédits \| + 15" \| \| \| 8è \| Jonathan Hivert \| Total Direct Énergie \| + 15" \| \| \| 9è \| Kevin Geniets \| Groupama-FDJ \| + 16" \| \| \| 10è \| Benjamin Declercq \| Sport Vlaanderen-Baloise \| + 16" \| \| |                    |                            |            |
| |                    |                            |            |
| Font: ProCyclingStats |                    |                            |            |
| Classificació general |                    |                            |            |
| Corredor | Corredor           | Equip                      | Temps      |
| 1r | Christophe Laporte | Cofidis, Solutions Crédits | 8h 51' 59" |
| 2n | Marcel Meisen      | Corendon-Circus            | + 10"      |
| 3r | Aimé De Gendt      | Wanty-Gobert               | + 10"      |
| 4t | Piet Allegaert     | Sport Vlaanderen-Baloise   | + 11"      |
| 5è | Alexander Krieger  | Leopard Pro Cycling        | + 13"      |
| 6è | Andrea Pasqualon   | Wanty-Gobert               | + 14"      |
| 7è | Anthony Perez      | Cofidis, Solutions Crédits | + 15"      |
| 8è | Jonathan Hivert    | Total Direct Énergie       | + 15"      |
| 9è | Kevin Geniets      | Groupama-FDJ               | + 16"      |
| 10è | Benjamin Declercq  | Sport Vlaanderen-Baloise   | + 16"      |

### Etapa 3
| \| Classificació de l'etapa \| Classificació de l'etapa \| Classificació de l'etapa \| Classificació de l'etapa \| Classificació de l'etapa \| \| Corredor \| Corredor \| Equip \| Temps \| \| \| ------------------------ \| ------------------------ \| -------------------------- \| ------------------------ \| ------------------------ \| \| 1r \| Jesús Herrada López \| Cofidis, Solutions Crédits \| 4h 30' 47" \| \| \| 2n \| Maurits Lammertink \| Roompot-Charles \| + 3" \| \| \| 3r \| Anthony Turgis \| Total Direct Énergie \| + 7" \| \| \| 4t \| Julien El Fares \| Delko Marseille Provence \| + 10" \| \| \| 5è \| Baptiste Planckaert \| Wallonie Bruxelles \| + 13" \| \| \| 6è \| Rasmus Christian Quaade \| Riwal Readynez \| + 13" \| \| \| 7è \| Szymon Rekita \| Leopard Pro Cycling \| + 13" \| \| \| 8è \| Pieter Weening \| Roompot-Charles \| + 13" \| \| \| 9è \| Jonas Rutsch \| Team Lotto-Kern Haus \| + 13" \| \| \| 10è \| Joaquim Silva \| W52-FC Porto \| + 13" \| \| |                         |                            |            |
| |                         |                            |            |
| Font: ProCyclingStats |                         |                            |            |
| Classificació de l'etapa |                         |                            |            |
| Corredor | Corredor                | Equip                      | Temps      |
| 1r | Jesús Herrada López     | Cofidis, Solutions Crédits | 4h 30' 47" |
| 2n | Maurits Lammertink      | Roompot-Charles            | + 3"       |
| 3r | Anthony Turgis          | Total Direct Énergie       | + 7"       |
| 4t | Julien El Fares         | Delko Marseille Provence   | + 10"      |
| 5è | Baptiste Planckaert     | Wallonie Bruxelles         | + 13"      |
| 6è | Rasmus Christian Quaade | Riwal Readynez             | + 13"      |
| 7è | Szymon Rekita           | Leopard Pro Cycling        | + 13"      |
| 8è | Pieter Weening          | Roompot-Charles            | + 13"      |
| 9è | Jonas Rutsch            | Team Lotto-Kern Haus       | + 13"      |
| 10è | Joaquim Silva           | W52-FC Porto               | + 13"      |

| \| Classificació general \| Classificació general \| Classificació general \| Classificació general \| Classificació general \| \| Corredor \| Corredor \| Equip \| Temps \| \| \| --------------------- \| --------------------- \| -------------------------- \| --------------------- \| --------------------- \| \| 1r \| Jesús Herrada López \| Cofidis, Solutions Crédits \| 13h 22' 53" \| \| \| 2n \| Maurits Lammertink \| Roompot-Charles \| + 9" \| \| \| 3r \| Anthony Turgis \| Total Direct Énergie \| + 18" \| \| \| 4t \| Pieter Weening \| Roompot-Charles \| + 23" \| \| \| 5è \| Andrea Pasqualon \| Wanty-Gobert \| + 24" \| \| \| 6è \| Szymon Rekita \| Leopard Pro Cycling \| + 25" \| \| \| 7è \| Baptiste Planckaert \| Wallonie Bruxelles \| + 28" \| \| \| 8è \| Jonas Rutsch \| Team Lotto-Kern Haus \| + 29" \| \| \| 9è \| Luca Wackermann \| Bardiani CSF \| + 35" \| \| \| 10è \| Julien El Fares \| Delko Marseille Provence \| + 36" \| \| |                     |                            |             |
| |                     |                            |             |
| Font: ProCyclingStats |                     |                            |             |
| Classificació general |                     |                            |             |
| Corredor | Corredor            | Equip                      | Temps       |
| 1r | Jesús Herrada López | Cofidis, Solutions Crédits | 13h 22' 53" |
| 2n | Maurits Lammertink  | Roompot-Charles            | + 9"        |
| 3r | Anthony Turgis      | Total Direct Énergie       | + 18"       |
| 4t | Pieter Weening      | Roompot-Charles            | + 23"       |
| 5è | Andrea Pasqualon    | Wanty-Gobert               | + 24"       |
| 6è | Szymon Rekita       | Leopard Pro Cycling        | + 25"       |
| 7è | Baptiste Planckaert | Wallonie Bruxelles         | + 28"       |
| 8è | Jonas Rutsch        | Team Lotto-Kern Haus       | + 29"       |
| 9è | Luca Wackermann     | Bardiani CSF               | + 35"       |
| 10è | Julien El Fares     | Delko Marseille Provence   | + 36"       |

### Etapa 4
| \| Classificació de l'etapa \| Classificació de l'etapa \| Classificació de l'etapa \| Classificació de l'etapa \| Classificació de l'etapa \| \| Corredor \| Corredor \| Equip \| Temps \| \| \| ------------------------ \| ------------------------ \| -------------------------- \| ------------------------ \| ------------------------ \| \| 1r \| Jesús Herrada López \| Cofidis, Solutions Crédits \| 4h 19' 06" \| \| \| 2n \| Jonathan Hivert \| Total Direct Énergie \| + 2" \| \| \| 3r \| Pit Leyder \| Leopard Pro Cycling \| + 2" \| \| \| 4t \| Andrea Pasqualon \| Wanty-Gobert \| + 2" \| \| \| 5è \| Maurits Lammertink \| Roompot-Charles \| + 6" \| \| \| 6è \| Julien El Fares \| Delko Marseille Provence \| + 8" \| \| \| 7è \| Huub Duyn \| Roompot-Charles \| + 9" \| \| \| 8è \| Baptiste Planckaert \| Wallonie Bruxelles \| + 9" \| \| \| 9è \| Benjamin Declercq \| Sport Vlaanderen-Baloise \| + 9" \| \| \| 10è \| Anthony Turgis \| Total Direct Énergie \| + 9" \| \| |                     |                            |            |
| |                     |                            |            |
| Font: ProCyclingStats |                     |                            |            |
| Classificació de l'etapa |                     |                            |            |
| Corredor | Corredor            | Equip                      | Temps      |
| 1r | Jesús Herrada López | Cofidis, Solutions Crédits | 4h 19' 06" |
| 2n | Jonathan Hivert     | Total Direct Énergie       | + 2"       |
| 3r | Pit Leyder          | Leopard Pro Cycling        | + 2"       |
| 4t | Andrea Pasqualon    | Wanty-Gobert               | + 2"       |
| 5è | Maurits Lammertink  | Roompot-Charles            | + 6"       |
| 6è | Julien El Fares     | Delko Marseille Provence   | + 8"       |
| 7è | Huub Duyn           | Roompot-Charles            | + 9"       |
| 8è | Baptiste Planckaert | Wallonie Bruxelles         | + 9"       |
| 9è | Benjamin Declercq   | Sport Vlaanderen-Baloise   | + 9"       |
| 10è | Anthony Turgis      | Total Direct Énergie       | + 9"       |

## Classificacions finals

### Classificació general
| \| Classificació general \| Classificació general \| Classificació general \| Classificació general \| Classificació general \| \| Corredor \| Corredor \| Equip \| Temps \| \| \| --------------------- \| --------------------- \| -------------------------- \| --------------------- \| --------------------- \| \| 1r \| Jesús Herrada López \| Cofidis, Solutions Crédits \| 17h 41' 49" \| \| \| 2n \| Maurits Lammertink \| Roompot-Charles \| + 25" \| \| \| 3r \| Andrea Pasqualon \| Wanty-Gobert \| + 36" \| \| \| 4t \| Anthony Turgis \| Total Direct Énergie \| + 37" \| \| \| 5è \| Szymon Rekita \| Leopard Pro Cycling \| + 44" \| \| \| 6è \| Baptiste Planckaert \| Wallonie Bruxelles \| + 47" \| \| \| 7è \| Julien El Fares \| Delko Marseille Provence \| + 54" \| \| \| 8è \| Jonas Rutsch \| Team Lotto-Kern Haus \| + 54" \| \| \| 9è \| Luca Wackermann \| Bardiani CSF \| + 58" \| \| \| 10è \| Joaquim Silva \| W52-FC Porto \| + 59" \| \| |                     |                            |             |
| |                     |                            |             |
| Font: ProCyclingStats |                     |                            |             |
| Classificació general |                     |                            |             |
| Corredor | Corredor            | Equip                      | Temps       |
| 1r | Jesús Herrada López | Cofidis, Solutions Crédits | 17h 41' 49" |
| 2n | Maurits Lammertink  | Roompot-Charles            | + 25"       |
| 3r | Andrea Pasqualon    | Wanty-Gobert               | + 36"       |
| 4t | Anthony Turgis      | Total Direct Énergie       | + 37"       |
| 5è | Szymon Rekita       | Leopard Pro Cycling        | + 44"       |
| 6è | Baptiste Planckaert | Wallonie Bruxelles         | + 47"       |
| 7è | Julien El Fares     | Delko Marseille Provence   | + 54"       |
| 8è | Jonas Rutsch        | Team Lotto-Kern Haus       | + 54"       |
| 9è | Luca Wackermann     | Bardiani CSF               | + 58"       |
| 10è | Joaquim Silva       | W52-FC Porto               | + 59"       |

| Classificació per punts | Classificació per punts | Classificació per punts    | Classificació per punts | Classificació per punts |
| Corredor                | Corredor                | Equip                      | Punts                   |                         |
| ----------------------- | ----------------------- | -------------------------- | ----------------------- | ----------------------- |
| 1r                      | Jesús Herrada López     | Cofidis, Solutions Crédits | 40 pts                  |                         |
| 2n                      | Eduard-Michael Grosu    | Delko Marseille Provence   | 29 pts                  |                         |
| 3r                      | Andrea Pasqualon        | Wanty-Gobert               | 26 pts                  |                         |
| 4t                      | Maurits Lammertink      | Roompot-Charles            | 25 pts                  |                         |
| 5è                      | Pieter Weening          | Roompot-Charles            | 23 pts                  |                         |
| 6è                      | Baptiste Planckaert     | Wallonie Bruxelles         | 23 pts                  |                         |
| 7è                      | Jonathan Hivert         | Total Direct Énergie       | 21 pts                  |                         |
| 8è                      | Julien El Fares         | Delko Marseille Provence   | 18 pts                  |                         |
| 9è                      | Marcel Meisen           | Corendon-Circus            | 16 pts                  |                         |
| 10è                     | Anthony Turgis          | Total Direct Énergie       | 14 pts                  |                         |

| Classificació per punts | Classificació per punts | Classificació per punts    | Classificació per punts | Classificació per punts |
| Corredor                | Corredor                | Equip                      | Punts                   |                         |
| ----------------------- | ----------------------- | -------------------------- | ----------------------- | ----------------------- |
| 1r                      | Jesús Herrada López     | Cofidis, Solutions Crédits | 40 pts                  |                         |
| 2n                      | Eduard-Michael Grosu    | Delko Marseille Provence   | 29 pts                  |                         |
| 3r                      | Andrea Pasqualon        | Wanty-Gobert               | 26 pts                  |                         |
| 4t                      | Maurits Lammertink      | Roompot-Charles            | 25 pts                  |                         |
| 5è                      | Pieter Weening          | Roompot-Charles            | 23 pts                  |                         |
| 6è                      | Baptiste Planckaert     | Wallonie Bruxelles         | 23 pts                  |                         |
| 7è                      | Jonathan Hivert         | Total Direct Énergie       | 21 pts                  |                         |
| 8è                      | Julien El Fares         | Delko Marseille Provence   | 18 pts                  |                         |
| 9è                      | Marcel Meisen           | Corendon-Circus            | 16 pts                  |                         |
| 10è                     | Anthony Turgis          | Total Direct Énergie       | 14 pts                  |                         |

| Classificació de la muntanya | Classificació de la muntanya | Classificació de la muntanya | Classificació de la muntanya | Classificació de la muntanya |
| Corredor                     | Corredor                     | Equip                        | Punts                        |                              |
| ---------------------------- | ---------------------------- | ---------------------------- | ---------------------------- | ---------------------------- |
| 1r                           | Robin Carpenter              | Rally UHC Cycling            | 36 pts                       |                              |
| 2n                           | Alessandro Tonelli           | Bardiani CSF                 | 17 pts                       |                              |
| 3r                           | Delio Fernández Cruz         | Delko Marseille Provence     | 15 pts                       |                              |
| 4t                           | Dries De Bondt               | Corendon-Circus              | 13 pts                       |                              |
| 5è                           | Joaquim Silva                | W52-FC Porto                 | 8 pts                        |                              |
| 6è                           | Pieter Weening               | Roompot-Charles              | 8 pts                        |                              |
| 7è                           | Mauro Finetto                | Delko Marseille Provence     | 7 pts                        |                              |
| 8è                           | Loïc Vliegen                 | Wanty-Gobert                 | 6 pts                        |                              |
| 9è                           | Szymon Rekita                | Leopard Pro Cycling          | 5 pts                        |                              |
| 10è                          | Anthony Perez                | Cofidis, Solutions Crédits   | 5 pts                        |                              |

| Classificació de la muntanya | Classificació de la muntanya | Classificació de la muntanya | Classificació de la muntanya | Classificació de la muntanya |
| Corredor                     | Corredor                     | Equip                        | Punts                        |                              |
| ---------------------------- | ---------------------------- | ---------------------------- | ---------------------------- | ---------------------------- |
| 1r                           | Robin Carpenter              | Rally UHC Cycling            | 36 pts                       |                              |
| 2n                           | Alessandro Tonelli           | Bardiani CSF                 | 17 pts                       |                              |
| 3r                           | Delio Fernández Cruz         | Delko Marseille Provence     | 15 pts                       |                              |
| 4t                           | Dries De Bondt               | Corendon-Circus              | 13 pts                       |                              |
| 5è                           | Joaquim Silva                | W52-FC Porto                 | 8 pts                        |                              |
| 6è                           | Pieter Weening               | Roompot-Charles              | 8 pts                        |                              |
| 7è                           | Mauro Finetto                | Delko Marseille Provence     | 7 pts                        |                              |
| 8è                           | Loïc Vliegen                 | Wanty-Gobert                 | 6 pts                        |                              |
| 9è                           | Szymon Rekita                | Leopard Pro Cycling          | 5 pts                        |                              |
| 10è                          | Anthony Perez                | Cofidis, Solutions Crédits   | 5 pts                        |                              |

| Classificació del millor jove | Classificació del millor jove | Classificació del millor jove | Classificació del millor jove | Classificació del millor jove |
| Corredor                      | Corredor                      | Equip                         | Temps                         |                               |
| ----------------------------- | ----------------------------- | ----------------------------- | ----------------------------- | ----------------------------- |
| 1r                            | Anthony Turgis                | Total Direct Énergie          | 17h 42' 26"                   |                               |
| 2n                            | Szymon Rekita                 | Leopard Pro Cycling           | + 7"                          |                               |
| 3r                            | Jonas Rutsch                  | Team Lotto-Kern Haus          | + 17"                         |                               |
| 4t                            | Pit Leyder                    | Leopard Pro Cycling           | + 43"                         |                               |
| 5è                            | Kevin Geniets                 | Groupama-FDJ                  | + 57"                         |                               |
| 6è                            | Benjamin Declercq             | Sport Vlaanderen-Baloise      | + 57"                         |                               |
| 7è                            | Otto Vergaerde                | Corendon-Circus               | + 1' 04"                      |                               |
| 8è                            | Rémy Rochas                   | Delko Marseille Provence      | + 1' 10"                      |                               |
| 9è                            | Vincenzo Albanese             | Bardiani CSF                  | + 1' 34"                      |                               |
| 10è                           | Piet Allegaert                | Sport Vlaanderen-Baloise      | + 1' 42"                      |                               |

| Classificació del millor jove | Classificació del millor jove | Classificació del millor jove | Classificació del millor jove | Classificació del millor jove |
| Corredor                      | Corredor                      | Equip                         | Temps                         |                               |
| ----------------------------- | ----------------------------- | ----------------------------- | ----------------------------- | ----------------------------- |
| 1r                            | Anthony Turgis                | Total Direct Énergie          | 17h 42' 26"                   |                               |
| 2n                            | Szymon Rekita                 | Leopard Pro Cycling           | + 7"                          |                               |
| 3r                            | Jonas Rutsch                  | Team Lotto-Kern Haus          | + 17"                         |                               |
| 4t                            | Pit Leyder                    | Leopard Pro Cycling           | + 43"                         |                               |
| 5è                            | Kevin Geniets                 | Groupama-FDJ                  | + 57"                         |                               |
| 6è                            | Benjamin Declercq             | Sport Vlaanderen-Baloise      | + 57"                         |                               |
| 7è                            | Otto Vergaerde                | Corendon-Circus               | + 1' 04"                      |                               |
| 8è                            | Rémy Rochas                   | Delko Marseille Provence      | + 1' 10"                      |                               |
| 9è                            | Vincenzo Albanese             | Bardiani CSF                  | + 1' 34"                      |                               |
| 10è                           | Piet Allegaert                | Sport Vlaanderen-Baloise      | + 1' 42"                      |                               |

| Classificació per equips | Classificació per equips   | Classificació per equips | Classificació per equips |
| Equip                    | Equip                      | Temps                    |                          |
| ------------------------ | -------------------------- | ------------------------ | ------------------------ |
| 1r                       | Roompot-Charles            | 53h 08' 45"              |                          |
| 2n                       | Delko-Marseille Provence   | + 47"                    |                          |
| 3r                       | Sport Vlaanderen-Baloise   | + 1' 39"                 |                          |
| 4t                       | Leopard                    | + 1' 45"                 |                          |
| 5è                       | Cofidis, Solutions Crédits | + 3' 09"                 |                          |
| 6è                       | Wallonie Bruxelles         | + 3' 38"                 |                          |
| 7è                       | Total Direct Énergie       | + 4' 05"                 |                          |
| 8è                       | Wanty-Groupe Gobert        | + 4' 31"                 |                          |
| 9è                       | Bardiani CSF               | + 5' 23"                 |                          |
| 10è                      | Corendon-Circus            | + 5' 44"                 |                          |

| Classificació per equips | Classificació per equips   | Classificació per equips | Classificació per equips |
| Equip                    | Equip                      | Temps                    |                          |
| ------------------------ | -------------------------- | ------------------------ | ------------------------ |
| 1r                       | Roompot-Charles            | 53h 08' 45"              |                          |
| 2n                       | Delko-Marseille Provence   | + 47"                    |                          |
| 3r                       | Sport Vlaanderen-Baloise   | + 1' 39"                 |                          |
| 4t                       | Leopard                    | + 1' 45"                 |                          |
| 5è                       | Cofidis, Solutions Crédits | + 3' 09"                 |                          |
| 6è                       | Wallonie Bruxelles         | + 3' 38"                 |                          |
| 7è                       | Total Direct Énergie       | + 4' 05"                 |                          |
| 8è                       | Wanty-Groupe Gobert        | + 4' 31"                 |                          |
| 9è                       | Bardiani CSF               | + 5' 23"                 |                          |
| 10è                      | Corendon-Circus            | + 5' 44"                 |                          |

## Evolució de les classificacions
| Etapa                  | Vencedor               | Classificació general | Classificació de la muntanya | Classificació per punts | Classificació dels joves | Classificació per equips |
| ---------------------- | ---------------------- | --------------------- | ---------------------------- | ----------------------- | ------------------------ | ------------------------ |
| P                      | Christophe Laporte     | Christophe Laporte    | non-attribué                 | Christophe Laporte      | Piet Allegaert           | Cofidis                  |
| 1                      | Christophe Laporte     | Christophe Laporte    | Robin Carpenter              | Christophe Laporte      | Piet Allegaert           | Cofidis                  |
| 2                      | Pieter Weening         | Christophe Laporte    | Robin Carpenter              | Christophe Laporte      | Aimé De Gendt            | Cofidis                  |
| 3                      | Jesús Herrada          | Jesús Herrada         | Robin Carpenter              | Eduard-Michael Grosu    | Anthony Turgis           | Roompot-Charles          |
| 4                      | Jesús Herrada          | Jesús Herrada         | Robin Carpenter              | Jesús Herrada           | Anthony Turgis           | Roompot-Charles          |
| Classificacions finals | Classificacions finals | Jesús Herrada         | Robin Carpenter              | Jesús Herrada           | Anthony Turgis           | Roompot-Charles          |